# Ilustrowana encyklopedia dla wszystkich
Ilustrowana encyklopedia dla wszystkich – polska encyklopedia, seria ilustrowanych, popularnonaukowych encyklopedii poświęconych różnym działom nauki i techniki wydana w okresie PRL .

## Historia
Encyklopedia opracowana została przez Dział Encyklopedii Techniki Wydawnictw Naukowo-Technicznych i wydana została w Warszawie w latach 1971–1991 przez Wydawnictwa Naukowo-Techniczne. Przeznaczona była dla interesujących się nauką i techniką, a w szczególności dla uczniów szkół zawodowych i ogólnokształcących. Przy redakcji przyjęto założenie, że czytelnik ma wykształcenie na poziomie szkoły podstawowej  .
Seria pomyślana została w ten sposób, aby każdy tom stanowił zamkniętą całość, która jest niezależna od innych tomów i może być zakupiona oddzielnie. Każda cześć poświęcona była jednej dziedzinie techniki, w której treść ukształtowana była w układzie hasłowym i ułożona alfabetycznie. Poszczególne tomy ilustrowano czarno-białymi zdjęciami oraz ilustracjami mającymi charakter uproszczonych rysunków technicznych. W późniejszych edycjach, wydanych w drugiej połowie lat 70. XX w., zaczęły pojawiać się także kolorowe fotografie  .
Wydawnictwo miało charakter popularyzatorski i przedstawiało w zwięzły sposób podstawowe terminy oraz pojęcia z poszczególnych dziedzin nauki i techniki, a także krótkie biogramy o ważniejszych odkrywcach i wynalazcach. Każdy tom miał charakter pracy zbiorowej. Artykuły pisane były przez fachowców z poszczególnych dziedzin, a później opiniowane były przez komitet redakcyjny oficyny wydawniczej .

## Wydania
W serii ukazało się tomy dotyczące różnych dziedzin przemysłu, techniki oraz nauki :
- Ilustrowana encyklopedia dla wszystkich. Lotnictwo – Zdzisław Brodzki, Stefan Górski, Ryszard Lewandowski, trzy wyd. (1971, 1975, 1979), 335 stron, 2200 haseł, czarno-białe oraz kolorowe zdjęcia, ilustracje[2] ,
- Kosmonautyka – Andrzej Marks (1971), (420 s., il.);
- Radio i telewizja – Aleksy Brodowski, Jerzy Chabłowski, Jerzy Auerbach, (1971), (468 s., il);
- Maszyny – Wiktor Surowiak, T. Dobrzański, (1973), 2300 haseł, 519 stron, ok. 700 czarno-białych ilustracji[1] ;
- Architektura i budownictwo – Witold Szolginia (s.458, il.), trzy wyd. (1971, 1975, 1991);
- Okrętownictwo lub *Okręty i żegluga – Zbigniew Grzywaczewski, (1977), (514 s., il.);
- Samochody – Maciej Bernhardt, (1977), (s.279, il.);
- Ilustrowana encyklopedia dla wszystkich. Chemia – Jan Brzeziński, trzy wyd. (1980–1990), (343 s., il.)[3] ;
- Ilustrowana encyklopedia dla wszystkich. Fizyka – Andrzej Januszajtis, Waldemar Adamowicz (s. 338, il.), trzy wyd. (1985, 1987, 1991)[4] ;
- Fotografika – Mikołaj Iliński, Ryszard Kreyser, (1981). (238 s., il., fot.).

### Publikacje planowane
W przygotowaniu były również inne tomy :
- Kolejnictwo
- Energia jądrowa,
- Energetyka,
- Górnictwo,
- Hutnictwo,
- Informatyka,
- Elektrotechnika,
- Technika wydawnicza,
- Technika domowa,